# Віллі Веше
Конрад Юліус Віллі Веше (нім. Konrad Julius Willy Wesche; 8 січня 1899, Бад-Гарцбург, Німецька імперія — 27 червня 1944, Бобруйськ, БРСР) — німецький офіцер, оберст вермахту (1 жовтня 1943). Кавалер Лицарського хреста Залізного хреста з дубовим листям.

## Біографія
Учасник Першої світової війни. 31 березня 1920 року демобілізований, працював у банку в Дрездені. В листопаді 1939 року призваний в армію і призначений командиром 3-ї роти 168-го піхотного полку. Учасник Французької кампанії. З жовтня 1940 року — командир 2-го батальйону 430-го піхотного полку 129-ї піхотної дивізії. Учасник Німецько-радянської війни. Відзначився у боях під Ржевом. З серпня 1943 року — командир 427-го гренадерського полку. Загинув у бою.

## Нагороди
- Почесний хрест ветерана війни
- Залізний хрест
  - 2-го класу (15 серпня 1941)
  - 1-го класу (4 жовтня 1941)
- Штурмовий піхотний знак в сріблі
- Німецький хрест в золоті (20 липня 1942)
- Медаль «За зимову кампанію на Сході 1941/42»
- Лицарський хрест Залізного хреста з дубовим листям
  - лицарський хрест (9 квітня 1943)
  - дубове листя (№541; 6 серпня 1944)
- Нагрудний знак ближнього бою в сріблі